# Dianthus nardiformis

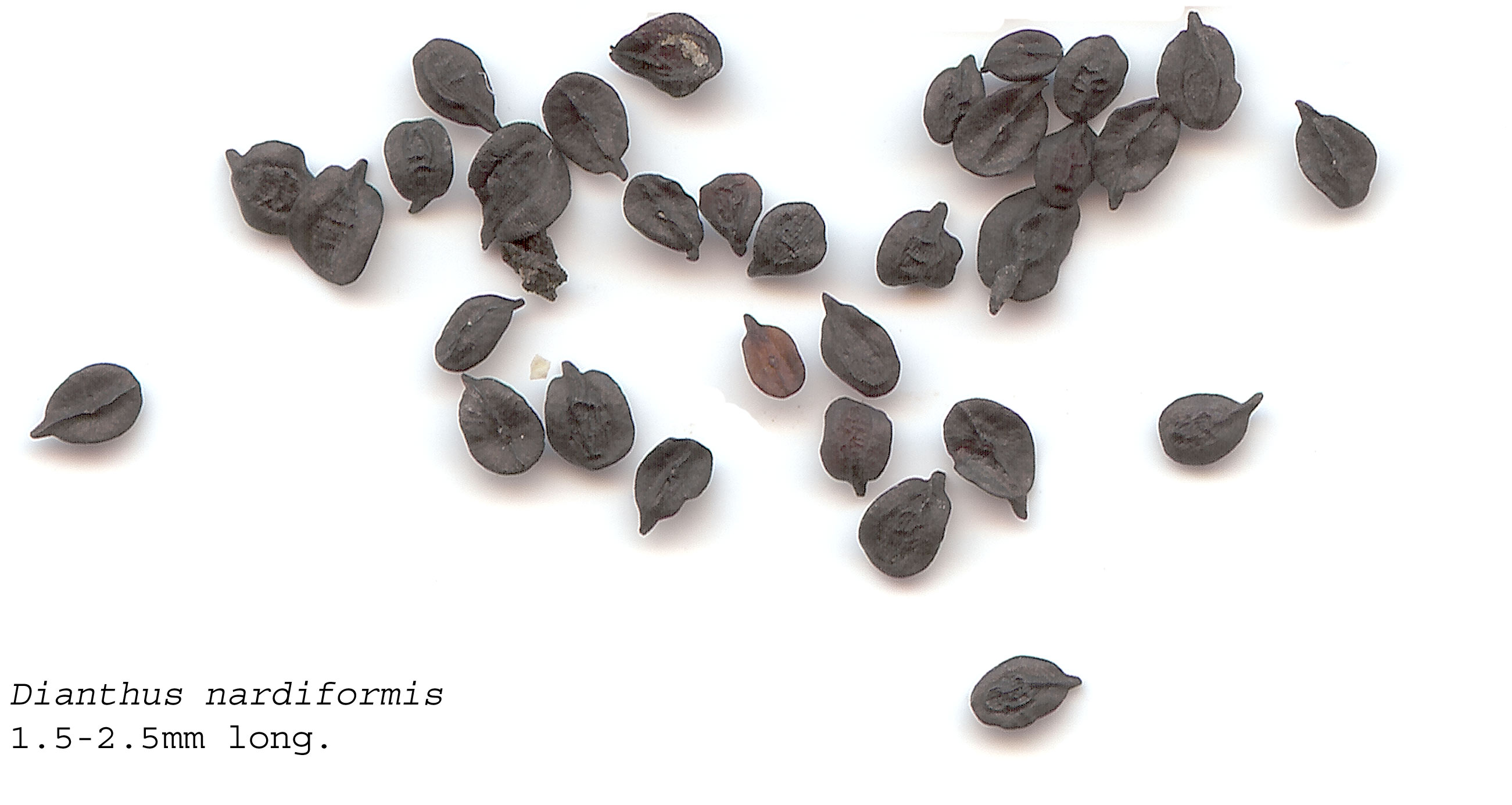
Semillas

Dianthus nardiformis es una planta herbácea de la familia de las cariofiláceas. Es originaria de Bulgaria.

## Descripción
Es una planta herbácea perennifolia cespitosa. Tiene tallos de hasta 10 cm de altura, con entrenudos cortos en la base, ramificados. Hojas opuestas, de 1-2 cm de largo, linear-lanceoladas, coriáceas, aguda. Flores solitarias, de color rosa, de 1.5-2.2 cm. Pétalos dentados y barbudos. El fruto es una cápsula. Polinización por insectos. La reproducción por semillas.

## Distribución y hábitat
Se encuentra en la piedra caliza del Cretácico (formaciones rocosas o pedregales) en la meseta de Nikopol en la llanura del Danubio. En el área de Nikopol participa en la asociación endémica con Lino linearifolii-Gypsophiletum glomeratae Tzonev 2002. Las poblaciones son pequeñas, el área de ocupación es inferior a 2 km². Se distribuye por Bulgaria y Rumania.

## Taxonomía
Dianthus nardiformis fue descrita por Victor von Janka y publicado en Oesterreichische Botanische Zeitschrift 23: 195. 1873.
Etimología
Dianthus: nombre genérico que procede de las palabras griegas Diós («de Zeus») y anthos («flor»), y ya fue citado por el botánico griego Teofrasto.
nardiformis: epíteto compuesto latino que significa "con forma de nardo"